# サイエンス・サポート函館
サイエンス・サポート函館（サイエンス・サポートはこだて）は、北海道函館市において『はこだて国際科学祭』、『はこだて科学網』、『はこだて科学寺子屋』等の科学コミュニケーション活動を行うための組織である。

## 概要
サイエンス・サポート函館は、公立はこだて未来大学、函館市企画部、青少年のための科学の祭典函館大会、函館市地域交流まちづくりセンター、函館工業高等専門学校、キャンパス・コンソーシアム函館、北海道大学水産科学研究院、北海道大学科学技術コミュニケーター養成ユニット、北海道教育大学函館校等が参加協力している。
2008年に科学技術振興機構による地域科学技術理解増進活動推進事業、地域ネットワーク支援に函館市提案の「国際交流都市函館の地域ネットワークを活かした科学文化の醸成」という企画が採択され、この企画を実施するために組織された。代表は、公立はこだて未来大学教授 美馬のゆりが務めている。

## 関連事項
- はこだて国際科学祭
- はこだて科学寺子屋
- はこだて科学網